# Carex acidicola
Carex acidicola är en halvgräsart som beskrevs av Robert Francis Cox Naczi. Carex acidicola ingår i släktet starrar, och familjen halvgräs. Inga underarter finns listade i Catalogue of Life.